# Flugplatz Savè

i8
i11
i13
Der Flugplatz Savè (französisch Aérodrome de Savè, IATA-Code: SVF, ICAO-Code: DBBS) ist ein Flugplatz im westafrikanischen Land Benin. Er liegt im Département Collines im Südwesten Savès direkt an die Stadt angrenzend. Es besteht direkt Anschluss an die Fernstraße RNIE2/RNIE5, die hier parallel geführt wird.